# Естественная установка
Естественная установка — понятие феноменологии Гуссерля; «наивный» взгляд на мир, видящий вещи существующими вне нас, в пространстве и времени. В таком нормальном, естественном восприятии «Я» (субъект) видит вещи не как образы, находящиеся в своём сознании, а как трансцендентную своему сознанию физическую действительность. Помимо пространственно-временных характеристик, эти вещи (предметы, люди, положения дел) наделены также ценностными и практическими характеристиками. К этому природному миру, благодаря связанности своего сознания с телом, принадлежит и сам «Я»; с другой стороны, на этот мир направлена деятельность его сознания (cogito).
Не являются составляющей естественной установки сущности, например числа. Они не принадлежат пространственно-временному миру.
Гуссерль ставит цель преодоления естественной установки посредством феноменологической редукции. Последняя позволяет осуществить поворот от наивного восприятия мира в естественной установке к сосредоточению на самих переживаниях сознания. Этот переход от естественной установки к феноменологической Гуссерль называет «коперниканским переворотом».